# Tricholeptacis verticillata
Tricholeptacis verticillata är en stekelart som först beskrevs av William Harris Ashmead 1894.  Tricholeptacis verticillata ingår i släktet Tricholeptacis och familjen gallmyggesteklar. Inga underarter finns listade i Catalogue of Life.